# 埼玉建産連会館

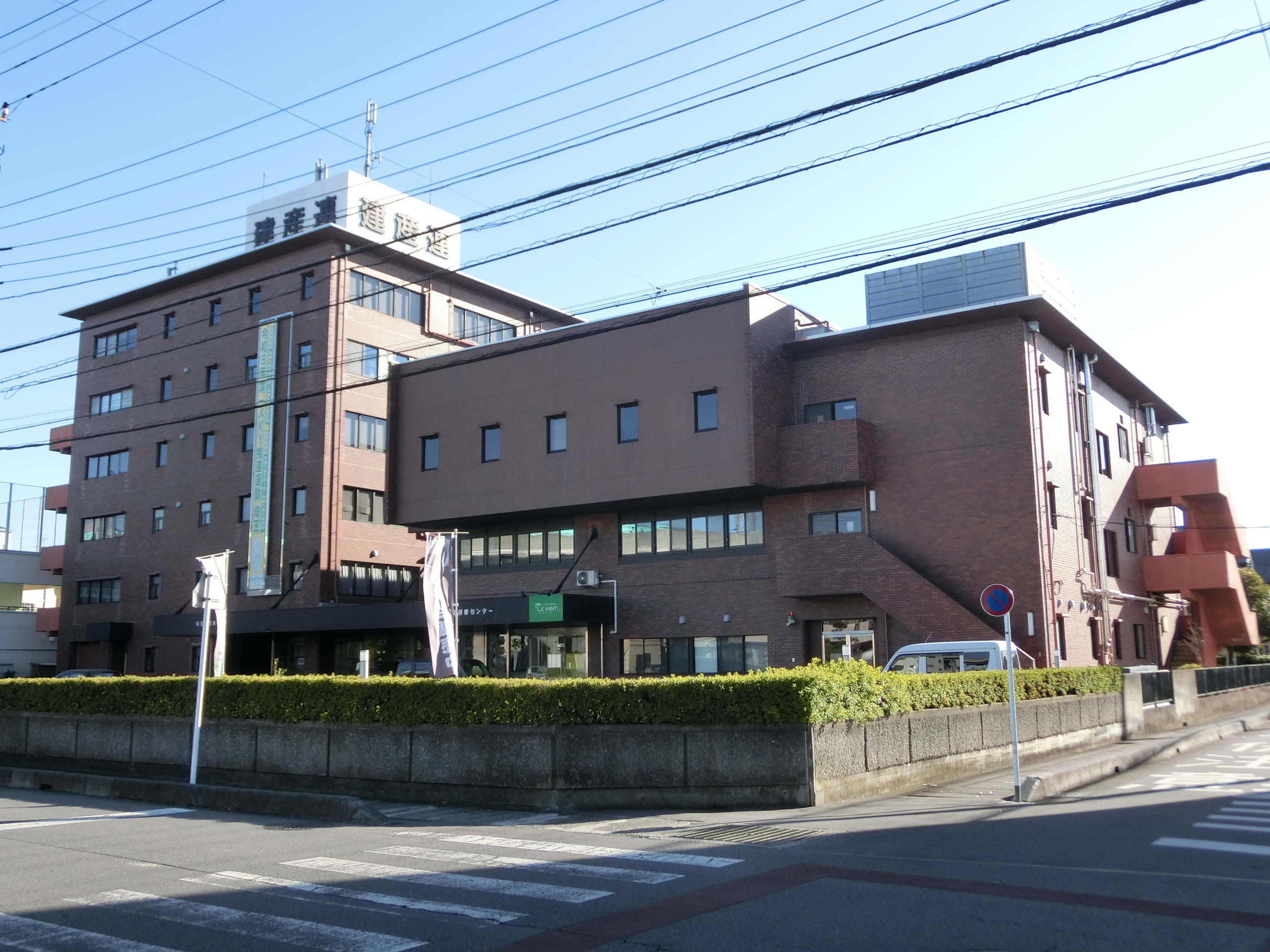
埼玉建産連会館

埼玉建産連会館（さいたまけんさんれんかいかん）は、埼玉県さいたま市南区に所在し、一般社団法人埼玉県建設産業団体連合会が所有・運営する建物である。

## 概要
敷地内に2棟の建物があり、6階建ての事務所棟と3階建ての研修センター棟（埼玉建産連研修センター）に分かれている。建物は1階の共用玄関ロビーで繋がっている。
研修センター棟は、埼玉建産連研修センターとして会議室の貸出を行っている。研修センターは、建設関係団体の他、一般企業・団体や個人での利用も可能である。会議室の貸出業務は、一般社団法人埼玉県建設産業団体連合会の事務局が行っており、空室状況等は、当該団体のホームページ内から確認できる。研修センターは、オーソドックスな大小8つの会議室（21㎡から336㎡）を有している。机配置の自由度が高いため、一般的な会議・講習会の他、イベントやパーティなどでも利用できる。利用申込時に机のレイアウトを記載しておけば、研修センター側が事前に配置してくれる。
事務所棟には、一般社団法人埼玉県建設業協会（建設業退職金共済（建退共）埼玉県支部）や一般社団法人埼玉建築士会、埼玉県建設発生土リサイクル協会など20ほどの団体が入居している。原則として、当該連合会に所属する会員・賛助会員が入居可能。空室がある場合は、入居について随時対応している。

## 沿革
- 1979年（昭和54年） - 社団法人埼玉県建設産業団体連合会設立。
- 1981年（昭和56年） - 埼玉建産連会館竣工[3]。事務所棟（6階建）と研修センター棟（3階建）にて構成され、事務所棟には、主に県内建設産業関係団体が入居。
- 2011年（平成24年） - 埼玉県の認可を受け、旧特例民法法人より、一般社団法人埼玉県建設産業団体連合会に移行。
- 2012年（平成25年） - 事務所棟・研修センター棟の耐震補強及び改修工事が完了。
- 2016年（平成28年） - 研修センター棟の2階改修工事が完了。
- 2019年（令和元年） -  事務所棟5階改修工事が完了。

## アクセス
- 所在地：埼玉県さいたま市南区鹿手袋4丁目1−7埼玉建産連会館1階（研修センター管理事務所）
- JR埼京線・武蔵野線 武蔵浦和駅から徒歩8分程度